# Ronald Zubar
Ronald Zubar (Les Abymes, 1985. szeptember 20. –) guadeloupe-i válogatott francia labdarúgó, az amerikai New York Red Bulls hátvédje. Öccse a szintén labdarúgó Stéphane Zubar.